# Zusidava
Zusidava là một chi bướm đêm thuộc phân họ Drepaninae.